# Heritiera longipetiolata
Heritiera longipetiolata é uma espécie de angiospérmica da família Sterculiaceae.
Pode ser encontrada nos seguintes países:  Guam, Marianas Setentrionais, e possivelmente Micronésia.
Está ameaçada por perda de habitat.